# Torku Konyaspor Basketbol Kulübü
Il Torku Konyaspor B.K. è una società cestistica avente sede a Konya, in Turchia. Venne fondata nel 1987 dalla locale Università Selçuk e milita nel massimo campionato turco. Fino al 2014 è stata nota come Selçuk Üniversitesi.
Disputa le partite interne alla Torku Arena, che ha una capacità di 3.500 spettatori.

## Denominazioni
- Selçuk Üniversitesi (1987-2006)
- Mutlu Akü Selçuk Üniversitesi (2006-2009)
- Torku Selçuk Üniversitesi (2010-2014)
- Torku Konyaspor (2014-presente)